# 日影町 (岡崎市)
日影町（ひかげちょう）は、愛知県岡崎市の町名である。丁番を持たない単独町名であり、14の小字が設置されている。

## 地理
岡崎市の北西部に位置する。

### 河川
- 郡界川

### 小字
| - 字大日影（おおひかげ） - 字河原（かわら） - 字北沢田（きたさわだ） - 字高河原（たかがわら） - 字高脇（たかわき） | - 字塚脇（つかわき） - 字堂ノ東（どうのひがし） - 字堂ノ洞（どうのほら） - 字堂前（どうまえ） - 字水草（みずくさ） | - 字道上（みちうえ） - 字道下（みちした） - 字南沢田（みなみさわだ） - 字向畑（むかいばた） |

## 世帯数と人口
2019年（令和元年）5月1日現在の世帯数と人口は以下の通りである。
| 町丁   | 世帯数 | 人口  |
| ------ | ------ | ----- |
| 日影町 | 33世帯 | 104人 |

### 人口の変遷
国勢調査による人口の推移
| 1995年（平成7年）  | 135人 | [ 5 ] |  |
| 2000年（平成12年） | 126人 | [ 6 ] |  |
| 2005年（平成17年） | 132人 | [ 7 ] |  |
| 2010年（平成22年） | 121人 | [ 8 ] |  |
| 2015年（平成27年） | 110人 | [ 9 ] |  |

## 小・中学校の学区
市立小・中学校に通う場合、学区は以下の通りとなる。
| 番・番地等 | 小学校             | 中学校               |
| ---------- | ------------------ | -------------------- |
| 全域       | 岡崎市立奥殿小学校 | 岡崎市立新香山中学校 |

## 歴史
額田郡日影村を前身とする。

### 町名の由来
当地が山あいの谷間に位置し、日影になることによる。

### 沿革
- 1875年（明治8年）10月20日 - 丸塚村を合併[12]。
- 1889年（明治22年）10月1日 - 町村制施行。奥殿村・桑原村・川向村・宮石村・渡通津村、日影村が合併し、奥殿村大字日影となる[12]。
- 1906年（明治39年）5月1日 - 合併に伴い、岩津村大字日影となる[13]。
- 1928年（昭和3年）5月1日 - 町制施行に伴い、岩津町大字日影となる[13]。
- 1955年（昭和30年）2月1日 - 岡崎市へ編入し、同市日影町となる[13]。

## 施設
- 岩津発電所
- 日影町集会所
- 日影ポンプ場
- 日影第二ポンプ場
- 神明宮

## その他

### 日本郵便
- 郵便番号 : 444-2102[3]（集配局：岩津郵便局[14]）。

## 参考資料
- 「角川日本地名大辞典」編纂委員会 編『角川日本地名大辞典 23 愛知県』角川書店、1989年3月8日。ISBN 4-04-001230-5。
- 有限会社平凡社地方資料センター 編『日本歴史地名大系第23巻 愛知県の地名』平凡社、1981年。ISBN 4-582-49023-9。
- 新編岡崎市史編さん委員会 編『新編岡崎市史 総集編 20』1993年。